# Karl Fiehn
Karl Friedrich Wilhelm Fiehn (* 5. Mai 1888 in Berlin; † Frühjahr 1945 bei Angermünde) war ein deutscher Klassischer Philologe und Gymnasiallehrer.

## Leben
Karl Fiehn, der Sohn des Schulleiters Karl Fiehn und seiner Frau Berta Walter, besuchte das Luisenstädtische Gymnasium in Berlin. Nach der Reifeprüfung danach studierte er vom Wintersemester 1906/07 bis zum Sommersemester 1911 Evangelische Theologie und Klassische Philologie an der Universität Berlin. Das Sommersemester 1908 verbrachte er an der Universität Tübingen. Am 28. und 29. Oktober 1912 bestand er das Lehramtsexamen in den Fächern Religion, Latein und Griechisch für alle Stufen mit dem Prädikat „gut“. Zu Ostern 1913 trat Fiehn das Seminarjahr am Berliner Leibniz-Gymnasium an. Sein Probejahr begann am 1. April 1914 an der König-Friedrich-Schule in Friedrichshagen, wo er 1915 zum Studienassessor ernannt wurde. Am Ersten Weltkrieg nahm er nicht teil. 1917 wurde er mit der Dissertation Quaestiones Statianae zum Dr. phil. promoviert. Zum 1. April 1919 erhielt Fiehn eine Festanstellung als Studienrat am Städtischen Reform-Realgymnasium in Tempelhof. Zum 1. Oktober 1932 wechselte er an das Askanische Gymnasium, wo er bis kurz vor seinem Tod wirkte.
Fiehn war mit Dorothea geb. Geyer, einer Tochter des Oberhofbaurates Albert Geyer (1846–1938), verheiratet. Dessen Monographie „Geschichte des Schlosses zu Berlin 1443–1918“ (Band I 1936, Band II 1992) findet im Zusammenhang mit den Wiederaufbauplänen des Berliner Schlosses große Beachtung. An der Durchsicht des I. Bandes und des posthumen Manuskripts des II. Bandes seines Schwiegervaters hat Karl Fiehn phasenweise mitgearbeitet.
Gegen Ende des Zweiten Weltkriegs wurde Fiehn zum Volkssturm eingezogen. Er fiel im Frühjahr 1945 bei Angermünde.
Neben dem Schuldienst war Fiehn wissenschaftlich tätig. Er beschäftigte sich intensiv mit der mittellateinischen Dichtung und der Geschichte des Altertums. Neben Aufsätzen und Literaturberichten verfasste er zahlreiche Artikel für Paulys Realencyclopädie der classischen Altertumswissenschaft (RE).

## Schriften (Auswahl)
- Quaestiones Statianae. Berlin 1917 (Dissertation)
- Zum Archipoeta. Zwei unbeachtete Handschriften zu Gedicht I. In: Zeitschrift für deutsches Altertum und Literatur Bd. 63, 1926, S. 43–46.
- Zum Troilus Alberts von Stade. In: FS Karl Strecker, 1931, S. 45–59.
- Albertus Stadensis. Sein Leben und seine Werke. In: Historische Vierteljahresschrift Bd. 26, 1931, S. 536–572.
- Die Geschichte der Marienklöster Harsefeld (Rosenfelde) und Stade. In: Historische Vierteljahresschrift Bd. 30, 1935, S. 233–304.
- Sophokles/Oidipus Tyrannos. Freytag 1928.
- Auswahl aus den Schriften, Tischreden und Briefen Martin Luthers (1483-1546). 1940